# John Gross (Musiker)

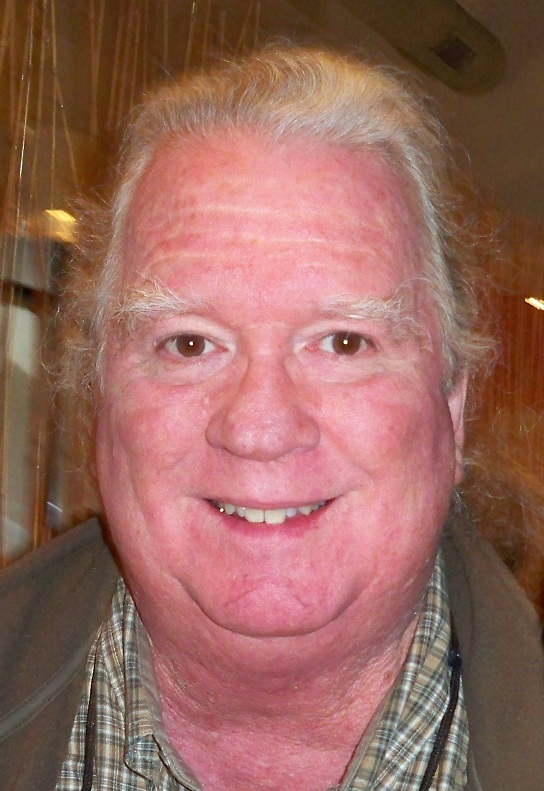
John Gross

John Gross (* 30. Mai 1944 in Burbank) ist ein US-amerikanischer Jazzmusiker (Tenorsaxophon, Flöte, Klarinette), Musikproduzent und Autor.

## Biografie
John Gross stammt aus einer musikalischen Familie; mit acht Jahren hatte er erste professionelle Auftritte in Los Angeles, als er in den L.A. County Parks und im Recreation Youth Orchestra Klarinette spielte. Er studierte Klarinette bei Phil Sobel und Vito Susca, Saxophon bei Ronnie Lang und John Graas; außerdem trat er als Kind und als Jugendlicher in verschiedenen Sinfonieorchestern und Jugend-Bigbands Kaliforniens auf. Mit 14 Jahren spielte er im Gas House in Venice Beach, einem Zentrum der L.A. Beat-Kultur, dann in der Jazzszene von Los Angeles, wie im Hillcrest Club, wo er mit Künstlern wie Ornette Coleman, Don Cherry, Gary Peacock und Horace Tapscott auftrat. Mit 16 Jahren verließ er die California State University, Northridge und wurde Mitglied der Band von Harry James; Anfang der 1960er Jahre wirkte er auch bei Lionel Hampton, Johnny Mathis, Stan Kenton und Woody Herman. Mitte der 60er Jahre trat er regelmäßig im Lighthouse Cafe in Hermosa Beach auf, wo er u. a. mit Warne Marsh, Frank Strazzeri, Sam Most und Sal Nistico konzertierte.
Von 1967 bis 1972 gehörte er Shelly Mannes Band an, die die Hausband in dessen Club Shelly’s Manne-Hole war. 1970 ging er mit Manne auf Europatour (Alive in London, 1970) und trat u. a. im Ronnie Scott’s Club in London auf. Von 1979 bis 1983 spielte er in Toshiko Akiyoshis Bigband, mit der er in der Carnegie Hall gastierte. Gross wirkte außerdem bei Aufnahmen u. a. von Oliver Nelson (Black, Brown and Beautiful, 1969), Kim Richmond, Howard Roberts und David Friesen mit.
1990 erhielt er eine Grammy-Nominierung für sein Trioalbum Three Play, das er mit dem Bassisten Putter Smith und dem Gitarristen Larry Koonse eingespielt hatte. Seit 1991 lebt er in Portland (Oregon) und arbeitet als Musikpädagoge. Er veröffentlichte das Buch Multiphonics for the Saxophone.

## Diskographie
- John Gross Trio:  Three Play (Nine Winds, 1989)
- John Gross/Billy Mintz: Beautiful You (Origin, 2004)
- John Gross Trio with Dave Frishberg: Strange Feeling (Diatic, 2006)

## Publikation
- Multiphonics for the Saxophone:  A Practical Guide; 178 Different Note Combinations Diagrammed and Explained, Advance Music (1999)